# Притча о неплодной смоковнице в винограднике
Притча о неплодной смоковнице в винограднике — одна из притч Иисуса Христа, содержащаяся в Евангелии от Луки. В ней рассказывается о смоковнице, растущей в винограднике, которая третий год не приносила плода и хозяин виноградника желал срубить её:

И сказал сию притчу: некто имел в винограднике своём посаженную смоковницу, и пришёл искать плода на ней, и не нашёл; и сказал виноградарю: вот, я третий год прихожу искать плода на этой смоковнице и не нахожу; сруби её: на что она и землю занимает? Но он сказал ему в ответ: господин! оставь её и на этот год, пока я окопаю её и обложу навозом, – не принесёт ли плода; если же нет, то в следующий [год] срубишь её.
— Лк. 13:6-9

## Богословское толкование
Святитель Феофилакт Болгарский, рассуждая о притче, даёт приведённым в ней образам следующие значения:
- «Смоковница» — народ иудейский, производящий одни только горькие листья, а плодов не приносящий; всё человечество и каждый человек.
- «Виноградник» — церковь иудейская; Церковь; мир, земная жизнь.
- «Господин, домовладыка» — Бог, который приходил и искал (в иудеях) плода веры и добрых дел, но не нашёл. Приходил Он по три срока: раз — через Моисея, в другой — через пророков, а в третий — Сам лично. По три раза Бог искал плода в роде нашем (человеческом), и (трижды) он не дал: в первый раз, когда мы преступили заповедь в раю Быт. 3; в другой, когда во время законодательства слили тельца Исх. 32 и славу Бога променяли «на изображение вола, ядущего траву» Пс. 105:20; в третий, когда испрашивали (на распятие) Спасителя и Господа, говоря: нет у нас царя, кроме кесаря Ин. 19:15.
- «Я третий год прихожу искать плода» — помимо приведённых выше значений, под тремя годами можно понимать: три Закона, через которые Господь приходит к людям: естественный, Моисеев и духовный. Чьей души не улучшат эти три закона, тот уже не оставляется на дальнейшее время, поскольку Бог не может обманываться отсрочками; три возраста человека: юность, мужество и старость.
- «Виноградарь» — Сын Божий (Христос), явившейся во плоти для того, чтоб приложить попечение и очистить виноградник.

Святитель продолжает свою мысль и расширяет её:

И каждый из нас в частности есть смоковница, посаженная в винограднике Божием, то есть в Церкви или, просто сказать, в здешнем мире. Бог приходит искать плода, и если находит тебя бесплодным, повелевает тебя исторгнуть из здешней жизни. Но виноградарь может пощадить. Кто же этот виноградарь? Или Ангел-хранитель каждого, или и сам человек. Ибо каждый сам для себя есть виноградарь. Часто, подвергшись смертной болезни или иным опасностям, мы говорим: Господи! Оставь и на этот год, и мы покаемся. Ибо это означает окопать и обложить навозом…
Если принесём плод, то хорошо; а если нет, то Господь не оставит уже нас в Своём винограднике, но исторгает из здешнего мира, чтобы мы не занимали напрасно места. И кто видит грешника долго живущим, тот сам портится и делается хуже, и таким образом оказывается, что грешник сам не приносит плода, да препятствует другому, который мог бы принести плод. Если же он будет исторгнут из здешней жизни, то видевшие посечение его, может быть, придут в чувство, переменятся и плод принесут.

Архиепископ Аверкий (Таушев) понимание притчи дополняет образом трёхлетнего служения Христа:

Под виноградарем разумеется Господь Иисус Христос, пришедший к избранному народу Божию еврейскому, и три года общественного служения Своего делавший всё возможное, чтобы обратить еврейский народ к спасительной вере в Себя, как в Мессию, ожидавший от евреев плодов этой Своей работы.

Таким образом, на примере бесплодной смоковницы показано упорство людей во грехе, долготерпение Бога в ожидании покаяния человека, а также участь тех, кто не принесёт плоды покаяния до самой смерти. В узком, историческом смысле, данной притчей Господь хотел показать иудеям, что Его выступление как Мессии — это последняя попытка, которую делает Бог с целью призвать иудейский народ к покаянию.
Некоторый аспект в парадоксальности притчи отмечен в Толковой Библии А. П. Лопухина:

Почему оказавшуюся неплодной смоковницу нужно срубить только «в следующий год»? Ведь хозяин заявил виноградарю, что она напрасно истощает почву — значит, от неё нужно избавиться именно тотчас же после последней и окончательной попытки сделать её плодородной. Дожидаться ещё год — нет никакого основания. Поэтому лучше принять здесь чтение, установленное Тишендорфом: «Может быть, она принесёт плод в следующий год? (κἂν μὲν ποιήσῃ καρπόν εἰς τὸ μέλλον) Если же нет, срубишь её». До следующего же года нужно дожидаться потому, что смоковницу в текущем году только ещё будут удобрять.